# Apple Music 1
Apple Music 1, precedentemente denominato come Beats 1, è una stazione radio musicale 24/7 di proprietà e gestita da Apple. È accessibile tramite l'applicazione Apple Music su computer, smartphone o tablet, altoparlante intelligente (come l'Apple Homepod) e attraverso l'applicazione web browser di Apple Music.

## Descrizione
Apple Music 1 trasmette un mix di musica pop, rap e indie. I presentatori in prima serata includono Zane Lowe, Ebro Darden e Matt Wilkinson.
Apple Music Radio è trasmesso in streaming a 64kbit/s e 256kbit/s, utilizzando il protocollo HTTP Live Streaming e il codec audio HE-AAC.

## Radio affiliate
Apple Music Hits offre un catalogo completo delle più grandi canzoni degli anni '80, '90 e 2000.
Apple Music Country offre un mix di canzoni country vecchie e nuove.
Apple Música Uno dedicata alla musica latina.
Apple Music Club dedicata alla musica dance ed elettronica.
Apple Music Chill dedicata a chi vuole rilassarsi.